# Acropsylla traubi
Acropsylla traubi är en loppart som beskrevs av Lewis 1973. Acropsylla traubi ingår i släktet Acropsylla och familjen smågnagarloppor. Inga underarter finns listade i Catalogue of Life.